# Lophozozymus
Genre
Lophozozymus est un genre de crabes de la famille des Xanthidae. 

## Liste d'espèces
Selon World Register of Marine Species (24 septembre 2016) :
- Lophozozymus anaglyptus (Heller, 1861)
- Lophozozymus bertonciniae Guinot & Richer de Forges, 1981
- Lophozozymus cristatus A. Milne-Edwards, 1867
- Lophozozymus dodone (Herbst, 1801)
- Lophozozymus edwardsi Odhner, 1925
- Lophozozymus erinnyes Ng & D. G. B. Chia, 1997
- Lophozozymus evestigatus Guinot, 1977
- Lophozozymus glaber Ortmann, 1843
- Lophozozymus guezei Guinot, 1977
- Lophozozymus incisus (H. Milne Edwards, 1834)
- Lophozozymus pictor (Fabricius, 1798)
- Lophozozymus pulchellus A. Milne-Edwards, 1867
- Lophozozymus rathbunae Ward, 1942
- Lophozozymus simplex de Man, 1888
- Lophozozymus superbus (Dana, 1852)

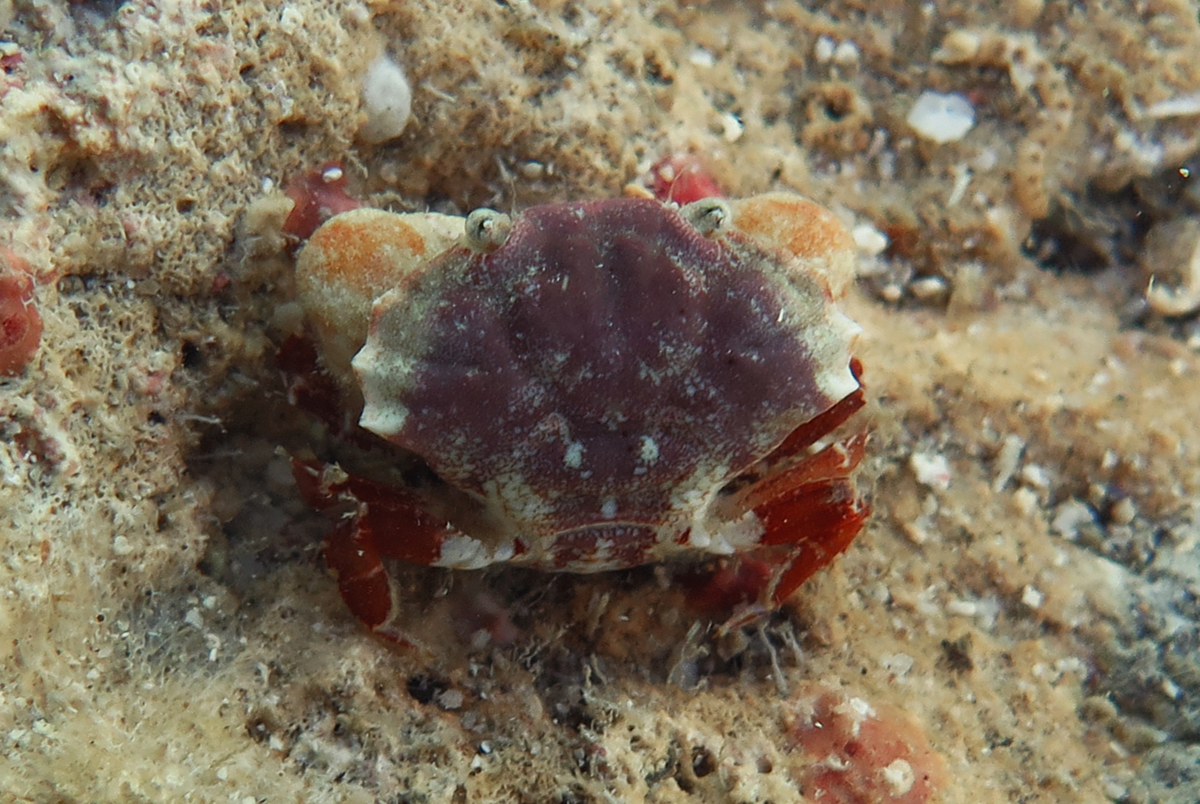
Lophozozymus dodone
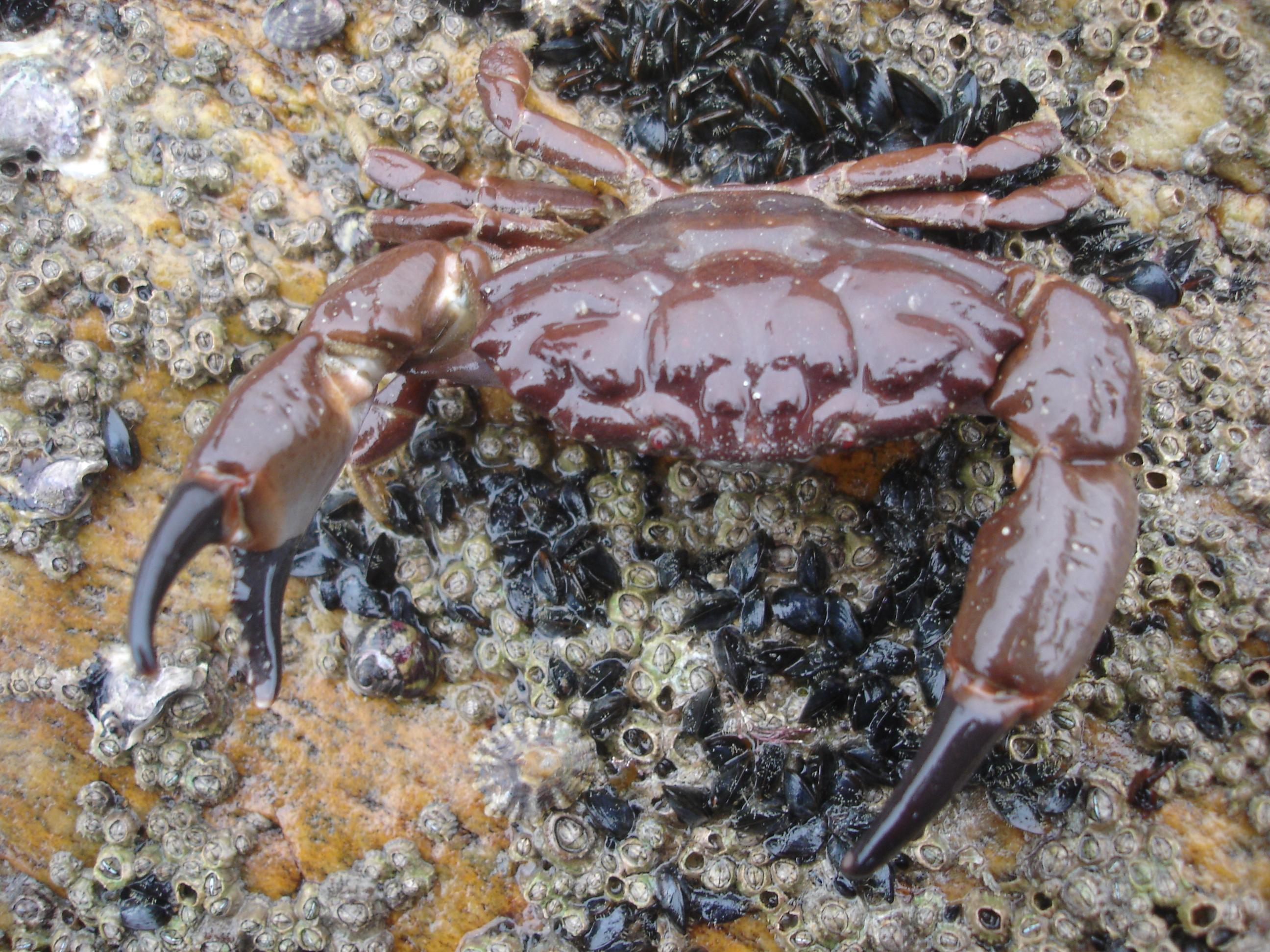
Lophozozymus incisus
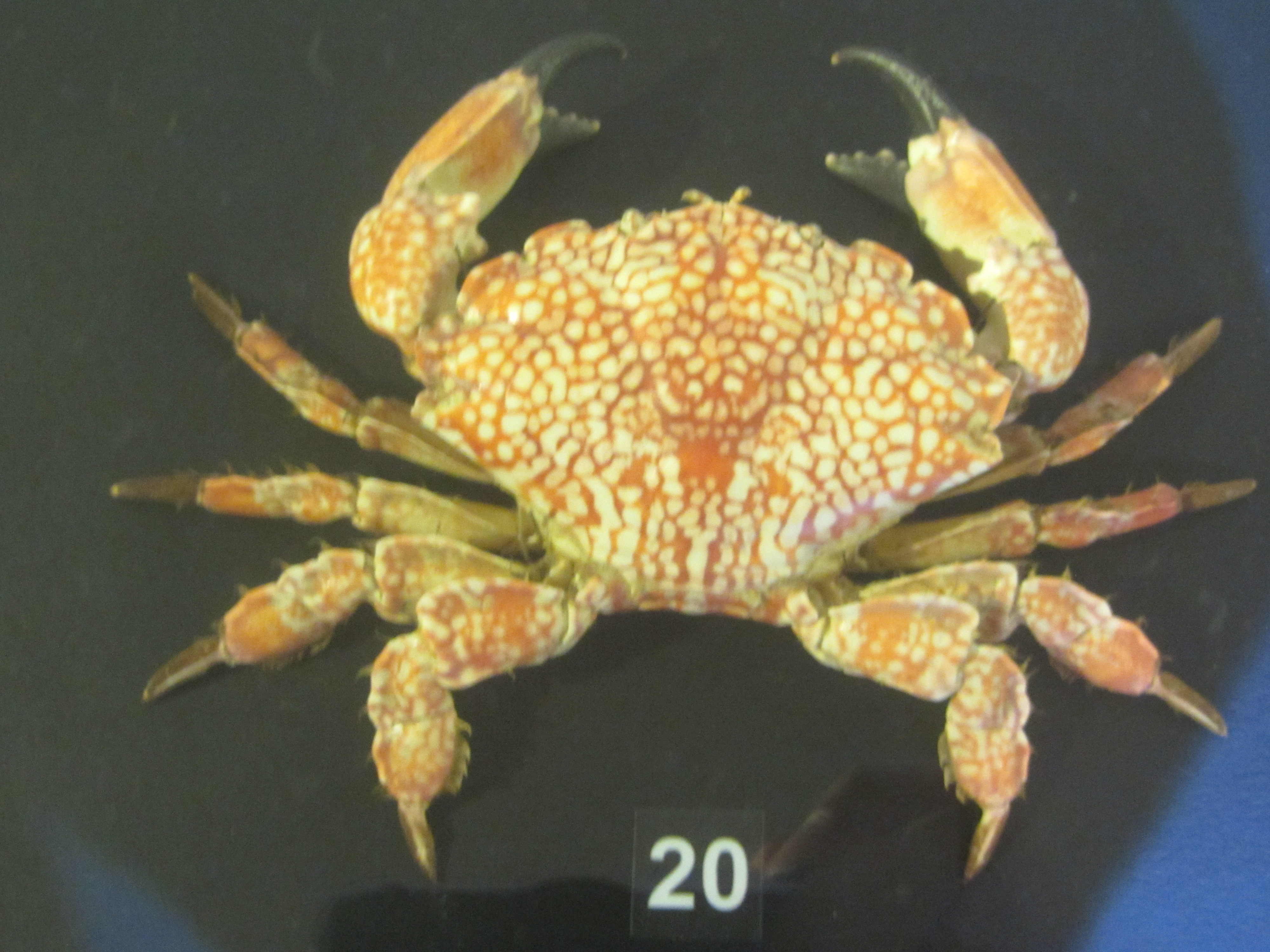
Lophozozymus pictor
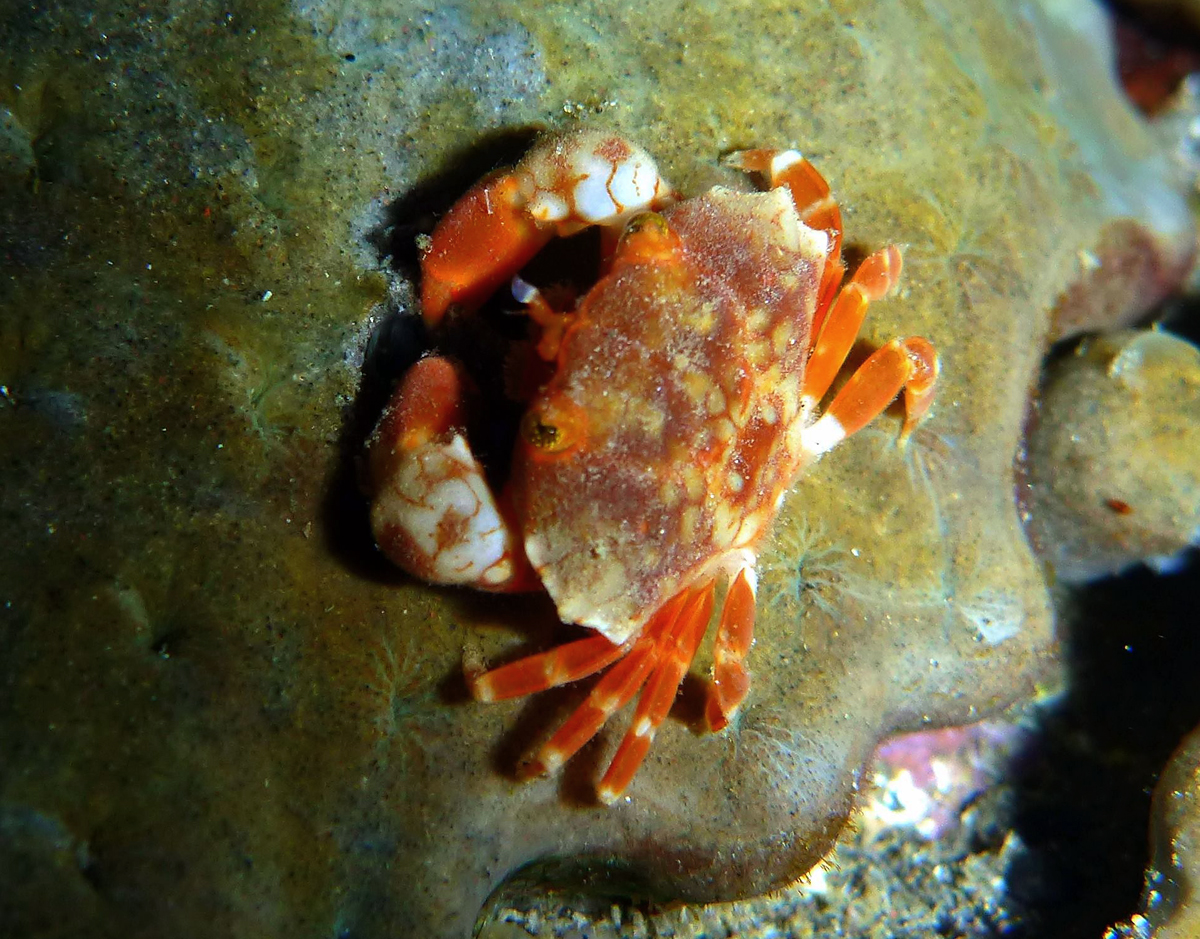
Lophozozimus pulchellus